# Dentista Croazia
Dentista Croazia è un singolo del gruppo musicale italiano Pinguini Tattici Nucleari, pubblicato il 19 agosto 2022 come secondo estratto dal quinto album in studio Fake News.
Il termime Dentista Croazia è strettamente collegato al fenomeno del turismo dentale. Il turismo dentale in Croazia è un fenomeno in cui le persone viaggiano nel paese per ricevere trattamenti dentali a costi più bassi rispetto ai loro paesi d'origine. La Croazia è diventata una destinazione popolare per il turismo dentale grazie alla qualità dei servizi dentali offerti e ai prezzi competitivi.

## Descrizione
Il frontman Riccardo Zanotti ha raccontato il processo di realizzazione e il significato del brano:
(Riccardo Zanotti)

## Video musicale
Il videoclip del brano è stato pubblicato l'8 settembre 2022 attraverso il canale YouTube del gruppo musicale. Le scene utilizzate per realizzarlo vengono dalla serie di vlog intitolati Vita pinguina realizzati tra il 2016 ed il 2017 e disponibili sullo stesso canale; le immagini sono spesso effettate come delle pellicole Super8. 

## Tracce
Testi di Riccardo Zanotti, musiche di Enrico Brun e Riccardo Zanotti.
1. Dentista Croazia – 4:23

## Classifiche
| Classifica (2022) | Posizione massima |
| ----------------- | ----------------- |
| Italia            | 40                |